# Ferdinand Wilhelm von der Recke zu Steinfurt
Ferdinand Wilhelm von der Recke zu Steinfurt (* 19. September 1707 in Münster; † 18. November 1761 in Drensteinfurt) war Domherr, Geheimrat und kurkölnischer Kämmerer.

## Leben

### Herkunft und Familie

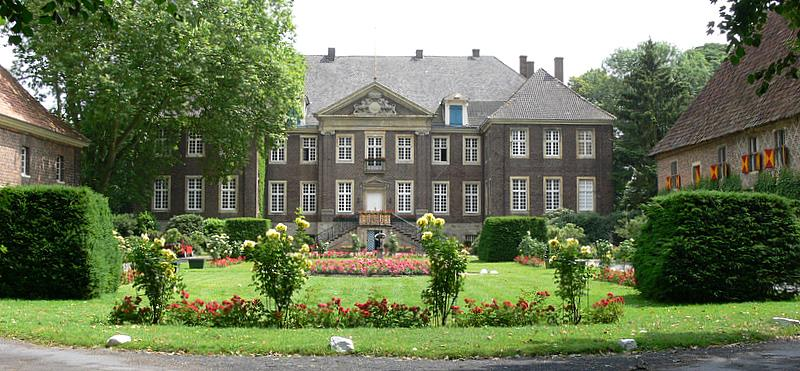
Haus Steinfurt

Ferdinand Wilhelm wuchs als Sohn des Johann Matthias von der Recke zu Steinfurt und seiner Gemahlin Anna Maria von Plettenberg zu Lehnhausen zusammen mit seinem Bruder Johann Friedrich Christian sowie seinen Halbgeschwistern Anna Maria Theresia, Franz Arnold und Anna Maria Theresia (Äbtissin im Stift Nottuln) in der uralten westfälischen Adelsfamilie von der Recke auf. Er heiratete am 24. Juni 1732 Sophia Maria Josina von Kerckerinck zu Borg (1710–1751). Aus der Ehe sind die Töchter Maria Bernhardine (1733–1784 ⚭ Clemens August I. von Droste zu Hülshoff, Großeltern der Dichterin Annette von Droste-Hülshoff) und Clara Franziska († 1798, ⚭ Franz Ludolf von Oer) hervorgegangen. Männliche Nachkommen gab es nicht.

### Werdegang und Wirken
Mit dem Erhalt der Tonsur am 5. März 1721 wurde Ferdinand Wilhelm auf ein geistliches Amt vorbereitet. Mit dem Verzicht seines Bruders Johann Friedrich Christian auf seine münsterische Dompräbende im Jahre 1725 ging diese auf ihn über. Er immatrikulierte an der Universität Orléans und wurde hier im Jahre 1726 Leiter der Haushaltsabteilung. Die Aufschwörung zur Münsterischen Ritterschaft fand am 28. Dezember 1733 statt. Seine Ernennung zum Kämmerer fiel auf den 27. Mai 1735. Am 1. Februar 1738 wurde er Wirklicher Geheimer Rat in Münster und in Kurköln. In den Jahren 1738 bis 1747 war er als Beauftragter des Kurfürsten Clemens August mit der Verwaltung der Grafschaft Bentheim tätig. Seine Ernennung zum Drosten des Amtes Werne fiel auf den 5. Dezember 1739. In diesem Amt blieb er bis zur Ablösung durch Adrian Wilhelm Franz von Nagel zu Itlingen am 23. November 1754.
Da er gegen den Willen des Vaters heiratete und einen verschwenderischen Lebensstil führte, wurde er 1737 enterbt und das Erbe seinem Halbbruder Franz Arnold zugesprochen. Nach dem Tode seines Vaters im Jahre 1739 ließ er die Enterbung gerichtlich überprüfen mit dem Ergebnis, dass das Reichskammergericht ihm 2/3 der Steinfurter Güter, Franz Arnold 1/3 der Güter zusprach.

## Ehrungen
- 26. August 1741: Großkreuzherr des St. Michaels-Ordens